# Fankélé Traoré
Fankélé Traoré (né le 9 septembre, 1981 à Bamako) est un footballeur international nigérien. Cet attaquant évolue actuellement au club malien du Stade malien de Sikasso,.

## Palmarès

### Joueur
- Champion du Cameroun : 2006, 2007, 2008 et 2010 avec le Cotonsport Garoua.
- Vainqueur de la Coupe du Cameroun : 2007 et 2008 avec le Cotonsport Garoua.
- Finaliste de la Ligue des champions de la CAF : 2008 avec le Cotonsport Garoua.